# Олівер Вуд
Олівер Вуд (англ. Oliver Wood) — студент на чотири курси старший за Гаррі Поттера.
Капітан і воротар команди Ґрифіндору з квідичу в 1991—1994 роках, чудовий стратег. Всім відомі його довгі і нудні пояснення квідичних тактик. Дуже захоплюється цим видом спорту. Мріяв виграти Кубок Гоґвортсу з квідичу. Після матчу, програного гуртожитку Гафелпаф через те, що ловець команди, Гаррі Поттер, упав з мітли, побачивши дементорів, Олівер був дуже засмученим, але не наполягав перегравати. Був до сліз щасливий, коли Ґрифіндор взяв кубок школи.
В червні 1994 року Олівер Вуд випускається із Гоґвортсу и продовжує спортивну кар'єру. Його зараховують в другий склад «Педдлмір Юнайтед». Про це він розповідає колишнім однокласникам, коли вони всі разом з'їжджаються на чемпіонаті світу з квідичу.
Пізніше, 2 травня 1998 року разом з іншими брав участь у битві за Гоґвортс. Згадується про те, що Олівер б'ється пліч-о-пліч з Невілом Лонґботомом, а під час годинного перепочинку допомагає йому віднести тіла убитих, зокрема — Коліна Кріві — з поля бою.
Подальше життя Олівера було вкрай світле. Він одружився з однокласницею — Варіані Харпер (чистокровна чарівниця з бідної сім'ї. У книгах не згадується). У Вуда троє дітей: Сестри-близнючки Медісон і Кімберлі Вуд. Також син (молодше сестер на три роки) Раян Вуд.
Чистокровний. Волосся — темні, очі — карі. У фільмах роль Олівера Вуда виконує Шон Біґерстаф.